# Dichterbij dan ooit
"Dichterbij dan ooit" is een single uit 2001 van de Zeeuwse band BLØF, afkomstig van het album Blauwe ruis.

## Tracklist
1. Dichterbij dan ooit 4:22
2. Oog in oog (Live In Ahoy) 6:08
3. Dichterbij dan ooit (Video clip & The Making Of)

## Hitnoteringen

### Nederlandse Top 40
| "Dichterbij dan ooit" in de Nederlandse Top 40 10-11-2001 t/m 19-01-2002 | "Dichterbij dan ooit" in de Nederlandse Top 40 10-11-2001 t/m 19-01-2002 | "Dichterbij dan ooit" in de Nederlandse Top 40 10-11-2001 t/m 19-01-2002 | "Dichterbij dan ooit" in de Nederlandse Top 40 10-11-2001 t/m 19-01-2002 | "Dichterbij dan ooit" in de Nederlandse Top 40 10-11-2001 t/m 19-01-2002 | "Dichterbij dan ooit" in de Nederlandse Top 40 10-11-2001 t/m 19-01-2002 | "Dichterbij dan ooit" in de Nederlandse Top 40 10-11-2001 t/m 19-01-2002 | "Dichterbij dan ooit" in de Nederlandse Top 40 10-11-2001 t/m 19-01-2002 | "Dichterbij dan ooit" in de Nederlandse Top 40 10-11-2001 t/m 19-01-2002 | "Dichterbij dan ooit" in de Nederlandse Top 40 10-11-2001 t/m 19-01-2002 | "Dichterbij dan ooit" in de Nederlandse Top 40 10-11-2001 t/m 19-01-2002 | "Dichterbij dan ooit" in de Nederlandse Top 40 10-11-2001 t/m 19-01-2002 |
| Week                                                                     | 1                                                                        | 2                                                                        | 3                                                                        | 4                                                                        | 5                                                                        | 6                                                                        | 7                                                                        | 8                                                                        | 9                                                                        | 10                                                                       |                                                                          |
| ------------------------------------------------------------------------ | ------------------------------------------------------------------------ | ------------------------------------------------------------------------ | ------------------------------------------------------------------------ | ------------------------------------------------------------------------ | ------------------------------------------------------------------------ | ------------------------------------------------------------------------ | ------------------------------------------------------------------------ | ------------------------------------------------------------------------ | ------------------------------------------------------------------------ | ------------------------------------------------------------------------ | ------------------------------------------------------------------------ |
| Nummer                                                                   | 15                                                                       | 12                                                                       | 12                                                                       | 14                                                                       | 14                                                                       | 16                                                                       | 19                                                                       | 25                                                                       | 20                                                                       | 31                                                                       | uit                                                                      |

### Nederlandse Single Top 100
| "Dichterbij dan ooit" in de Nederlandse Single Top 100 03-11-2001 t/m 09-02-2002 | "Dichterbij dan ooit" in de Nederlandse Single Top 100 03-11-2001 t/m 09-02-2002 | "Dichterbij dan ooit" in de Nederlandse Single Top 100 03-11-2001 t/m 09-02-2002 | "Dichterbij dan ooit" in de Nederlandse Single Top 100 03-11-2001 t/m 09-02-2002 | "Dichterbij dan ooit" in de Nederlandse Single Top 100 03-11-2001 t/m 09-02-2002 | "Dichterbij dan ooit" in de Nederlandse Single Top 100 03-11-2001 t/m 09-02-2002 | "Dichterbij dan ooit" in de Nederlandse Single Top 100 03-11-2001 t/m 09-02-2002 | "Dichterbij dan ooit" in de Nederlandse Single Top 100 03-11-2001 t/m 09-02-2002 | "Dichterbij dan ooit" in de Nederlandse Single Top 100 03-11-2001 t/m 09-02-2002 | "Dichterbij dan ooit" in de Nederlandse Single Top 100 03-11-2001 t/m 09-02-2002 | "Dichterbij dan ooit" in de Nederlandse Single Top 100 03-11-2001 t/m 09-02-2002 | "Dichterbij dan ooit" in de Nederlandse Single Top 100 03-11-2001 t/m 09-02-2002 | "Dichterbij dan ooit" in de Nederlandse Single Top 100 03-11-2001 t/m 09-02-2002 | "Dichterbij dan ooit" in de Nederlandse Single Top 100 03-11-2001 t/m 09-02-2002 | "Dichterbij dan ooit" in de Nederlandse Single Top 100 03-11-2001 t/m 09-02-2002 | "Dichterbij dan ooit" in de Nederlandse Single Top 100 03-11-2001 t/m 09-02-2002 |
| Week                                                                             | 1                                                                                | 2                                                                                | 3                                                                                | 4                                                                                | 5                                                                                | 6                                                                                | 7                                                                                | 8                                                                                | 9                                                                                | 10                                                                               | 11                                                                               | 12                                                                               | 13                                                                               | 14                                                                               |                                                                                  |
| -------------------------------------------------------------------------------- | -------------------------------------------------------------------------------- | -------------------------------------------------------------------------------- | -------------------------------------------------------------------------------- | -------------------------------------------------------------------------------- | -------------------------------------------------------------------------------- | -------------------------------------------------------------------------------- | -------------------------------------------------------------------------------- | -------------------------------------------------------------------------------- | -------------------------------------------------------------------------------- | -------------------------------------------------------------------------------- | -------------------------------------------------------------------------------- | -------------------------------------------------------------------------------- | -------------------------------------------------------------------------------- | -------------------------------------------------------------------------------- | -------------------------------------------------------------------------------- |
| Nummer                                                                           | 88                                                                               | 24                                                                               | 19                                                                               | 22                                                                               | 30                                                                               | 38                                                                               | 36                                                                               | 44                                                                               | 45                                                                               | 46                                                                               | 47                                                                               | 64                                                                               | 74                                                                               | 79                                                                               | uit                                                                              |

### NPO Radio 2 Top 2000
| Nummer met noteringen in de NPO Radio 2 Top 2000 | '14  | '15  | '16  | '17  | '18  | '19  | '20  | '21-'23 | '24  |
| ------------------------------------------------ | ---- | ---- | ---- | ---- | ---- | ---- | ---- | ------- | ---- |
| Dichterbij dan ooit                              | 1668 | 1896 | 1972 | 1938 | 1818 | 1875 | 1986 | -       | 1386 |

1. ↑  Een '-' betekent dat het nummer niet was genoteerd en een vetgedrukt getal geeft de hoogste notering aan.
2. ↑  2014 was het eerste jaar met een notering voor dit nummer.